# Buddhistiska träningsregler
De fem träningsreglerna utgör den grundläggande moraliska koden för lekmän inom en del buddhistiska riktningar. Träningsreglerna är praktiskt taget identiska i de flesta buddhistiska inriktningarna, men en del lägger större tonvikt vid dem än andra, och vissa (såsom Jodo shinshu) använder dem inte alls.
De är inte formulerade som strikta regler, utan snarare träningsregler som lekmän följer frivilligt för att stödja deras utövande.

## Träningsreglerna
De fem träningsreglerna är följande:
1. Jag ska inte döda
2. Jag avstår från att ta vad som inte är givet
3. Jag avstår från sexuell vanskötsel
4. Jag avstår från falskt tal
5. Jag avstår från att inta alkohol och droger som leder till oaktsamhet.

### Åtta träningsregler
De åtta träningsreglerna är för lekmän som önskar utöva buddhismen mer strikt än med de fem träningsreglerna. De är som följer:
1. Jag avstår från att döda
2. Jag avstår från att ta vad som inte är givet
3. Jag avstår från sexuell aktivitet
4. Jag avstår från falskt tal
5. Jag avstår från att inta alkohol och droger som leder till oaktsamhet
6. Jag avstår från att äta efter den förbjudna tiden (efter 12.00)
7. Jag avstår från dans, sjungande, musik, underhållning, utsmyckningar, parfym och smink
8. Jag avstår från att ligga på höga och lyxiga sovplatser

### Tio träningsregler
De tio träningsreglerna följs främst av novismunkar och nunnor, men lekmän kan också följa dem:
1. Jag avstår från att döda
2. Jag avstår från att ta vad som inte är givet
3. Jag avstår från sexuell aktivitet
4. Jag avstår från falskt tal
5. Jag avstår från att inta alkohol och droger som leder till oaktsamhet
6. Jag avstår från att äta efter den förbjudna tiden (efter 12.00)
7. Jag avstår från dans, sång, musik och underhållning
8. Jag avstår från utsmyckningar, parfym och smink
9. Jag avstår från att sova på höga och lyxiga sovplatser
10. Jag avstår från att acceptera guld och silver (pengar)